# Университетский устав 1835 года
Университе́тский уста́в 1835 года — правовой акт Российской империи, определявший устройство и порядки в университетах империи. Был принят 26 июля (7 августа) 1835 года.
В этом уставе управление университетами перешло к попечителям учебных округов, подчинённых Министерству народного просвещения (Гл. 1, п. 8). Совет профессоров лишился самостоятельности в учебных и научных делах; попечитель, по своему усмотрению, мог председательствовать в Совете и Правлении (Гл. 1, п. 52). Ректоры и деканы стали избираться не ежегодно, а на четырёхлетний срок. Ректоры по-прежнему утверждались императором, а деканы — министром; профессора — попечителем.
Вместо 4-х отделений (факультетов) вводились 3 факультета — философский, юридический и медицинский, но философский (Гл. 2, п. 11) разделялся на 2 отделения (фактически — факультеты, поскольку на каждом полагалось иметь декана):
- 1-е включало философский, исторические и языковые науки (историко-филологическое);
- 2-е включало естественные науки (физико-математическое).

Вводилась также «особая, не принадлежащая ни к какому факультету кафедра для всех вообще студентов греко-российского исповедания» (Гл. 2, п. 14).
В состав Совета университета были включены экстраординарные профессора.
С целью поощрения студентов им ежегодно положено было давать задачи: «от философского факультета — по две, а от юридического и медицинского — по одной», удовлетворительное решение которых отмечалось вручением золотой или серебряной медалями (Гл. 6, п. 103).
В уставе появилось положение об Университетской полиции (Гл. 4, пп. 42—46), которая «имеет целью соблюдение благочиния и порядка между принадлежащими к университету лицами, содержание в чистоте зданий и предохранение их от опасности огня».

## Рекомендуемая литература
- Уставы Московского университета, 1755—2005: [сборник] / [авт.-сост. Гена Е. И.]. — М.: Империум Пресс, 2005. — 479 с. — ISBN 5-98179-031-8.
- Сравнительная таблица уставов университетов 1884, 1863, 1835 и 1804 гг. — СПб., 1901.
- Зипунникова Н. Н. «…Мы обратили деятельность Университетов Наших на существенную пользу наук и публичного воспитания»: к 180-летию Общего устава российских императорских университетов 1835 г. // Genesis: исторические исследования. — 2015. — № 2. — С. 170—204.
- Университетский устав 1835 г. // Ярославский педагогический вестник. — 2012. — № 3. — Т. I